# Мишовій великодзьобий

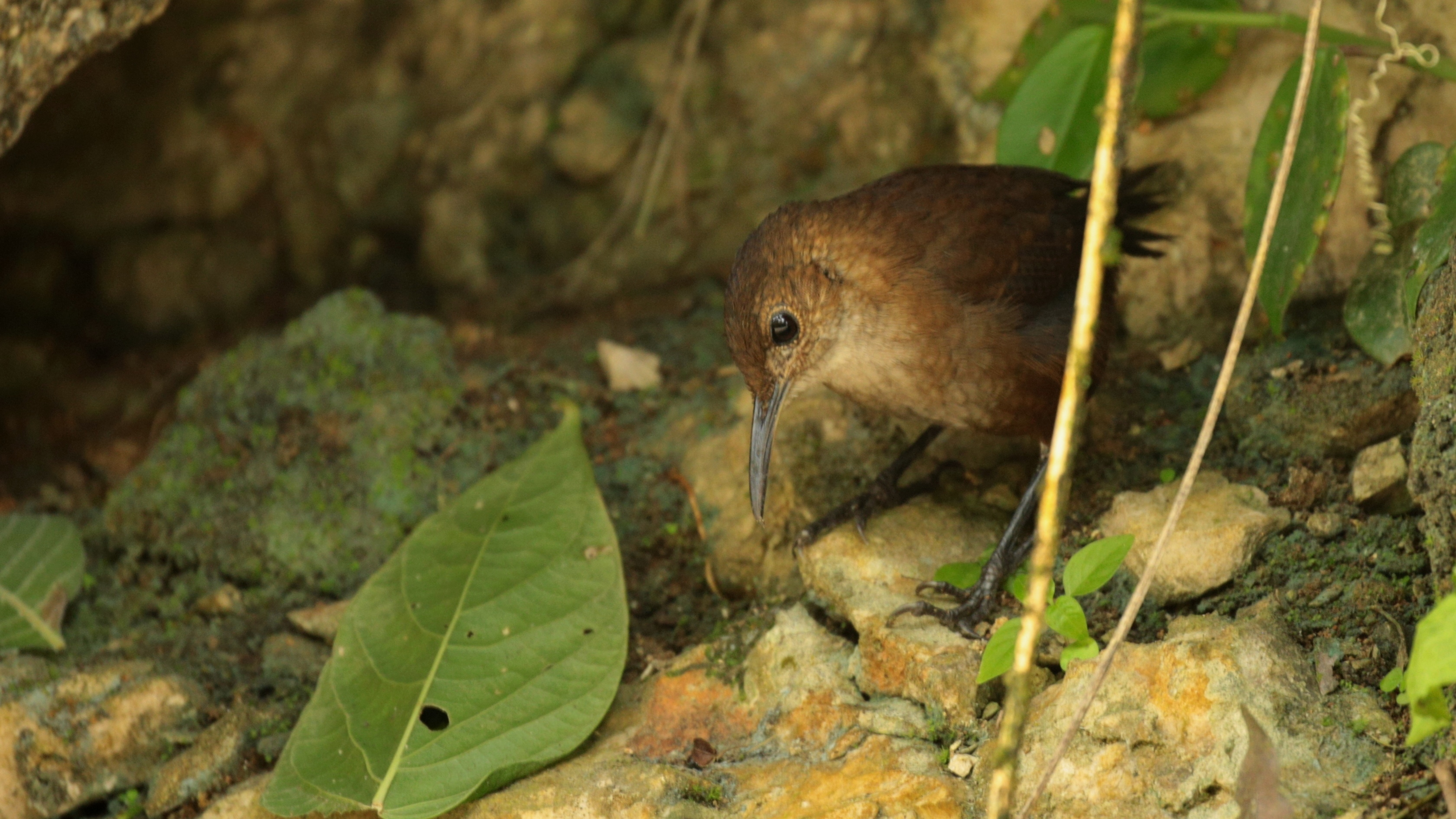
Великодзьобий мишовій

Мишові́й великодзьобий (Hylorchilus navai) — вид горобцеподібних птахів родини воловоочкових (Troglodytidae). Ендемік Мексики.

## Опис
Довжина птаха становить 16 см, вага 29,3 г. Голова і верхня частина тіла коричневі. Від дзьоба до очей ідуть сірі смуги, горло і верхня частина грудей білуваті, нижня частина грудей сірувата, легко поцяткована лускоподібним візерунком. Боки попелясто-коричневі, нижні покривні пера хвоста сірувато-коричневі. На махових перах є легкі чорнуваті смуги. Очі карі, дзьоб чорнуватий, знизу біля основи жовтувато-оражневий, лапи темно-сірі.

## Поширення і екологія
Великодзьобі мишовії мешкають в районі перешийку Теуантепек, в штатах Веракруа, Оахака і Чіапас. Вони живуть у вологих рівнинних тропічних лісах на карстових виходах вапнякових порід. Зустрічаються на висоті від 75 до 800 м над рівнем моря. На відміну від тонкодзьобих мишовіїв, зустрічаються лише в незайманих, первинних лісах. Живляться переважно безхребетними, яких шукають на землі.

## Збереження
МСОП класифікує цей вид як вразливий. За оцінками дослідників, популяція великодзьобих мишовіїв становить від 2500 до 10000 птахів. Їм загрожує знищення природного середовища.